# Gisela Fox-Düvell
Gisela Fox-Düvell (* 1946 in Bremen) ist eine deutsche Malerin und Graphikerin.

## Leben
Die Künstlerin studierte Freie Malerei an der Hochschule für Gestaltung Bremen. Seit 1968 nimmt sie an Ausstellungen teil. Die Künstlerin wohnt in Lohne (Oldenburg) und ist mit dem Bildhauer und Graphiker Ulrich Fox verheiratet.
Gisela Fox-Düvell nahm an verschiedenen Symposien teil, und zwar
- 1995 Plein-Air Symposion in Łeba: Max Pechstein – Der expressionistische Raum
- 1997 Symposion in Lohne: Mit Kunststoff Kunst machen
- 2000 EXPO 2000 in Hannover: Kuh-Art[1]

2006 wurden im Rathaus der Stadt Vechta Buchillustrationen von Gisela Fox-Düvell zu Heinrich Heines Werk Deutschland ein Wintermärchen ausgestellt. 2009 nahm Gisela Fox-Düvell gemeinsam mit ihrem Ehemann an der Ausstellung Wohin. Hommage an Flüchtlingsmütter im Ostpreußischen Landesmuseum in Lüneburg teil. Die Künstlerin steuerte Gemälde und Collagen zum Thema Flucht und Vertreibung bei. Vom 6. Juli bis zum 29. September 2013 fand eine Ausstellung mit Bildern von Gisela Fox Düvell und Skulpturen von Ulrich Fox unter dem Titel Novalis – auf der Suche nach der blauen Blume auf dem Gelände des Gräflichen Landsitzes Hardenberg statt.